# Anoplodermatinae
Anoplodermatinae es una  subfamilia de coleópteros de la familia Cerambycidae o familia Vesperidae según otras taxonomías.

## Tribus y géneros
- Anoplodermatini
  - Acanthomigdolus
  - Anoploderma
  - Cherrocrius
  - Hypocephalus
  - Migdolus
  - Paramigdolus
  - Sypilus
- Hypocephalini
- Mysteriini
  - Mysteria
  - Pathocerus
  - Pseudopathocerus